# Rudolf Ross
Rudolf Ross est un auteur de jeux de société allemand notamment connu pour ses extensions de Carcassonne.

## Ludographie
- Carcassonne - La Rivière, illustré par Doris Matthäus, Hans im Glück, 2002
- Carcassonne - La Rivière II, illustré par Doris Matthäus, Hans im Glück, 2005
- Haitabu, Hexagames, 2003
- Romer, Hexagames, 2003
- Dschungel, Pelikan, 2004